# Nationale Bank van België (gebouw)

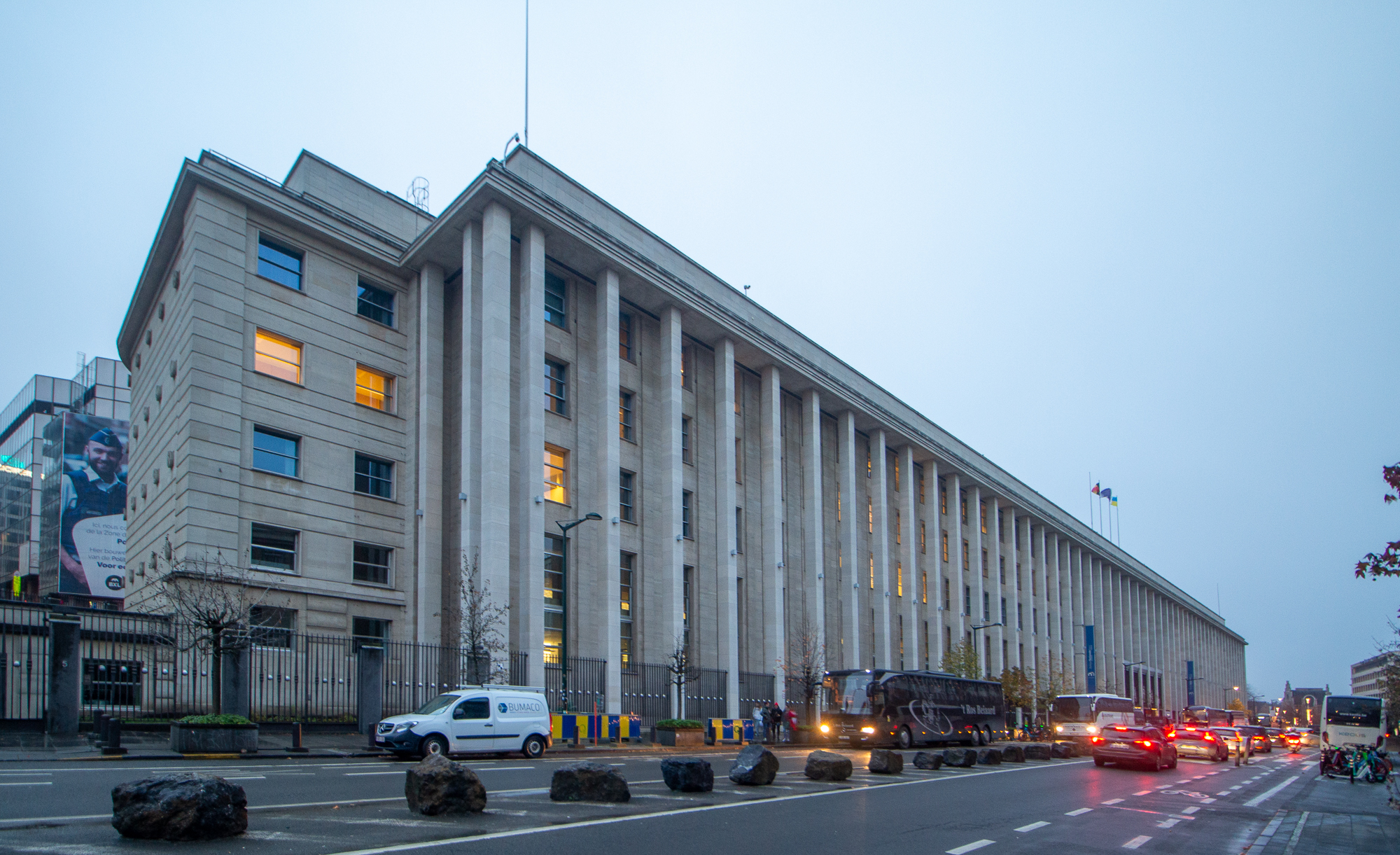
De Nationale Bank van België, zicht vanaf de "de Berlaimontlaan"

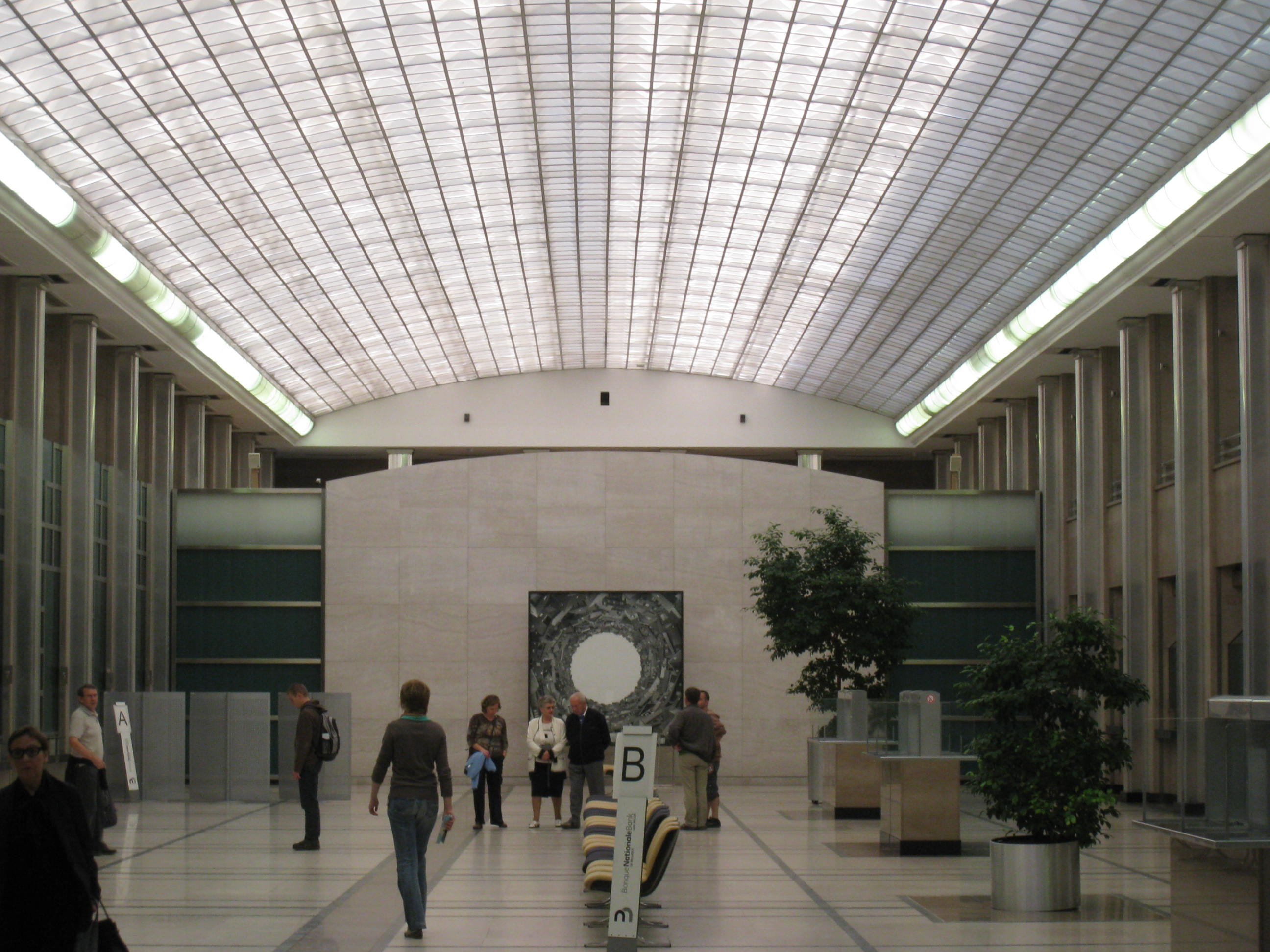
Hall Van Goethem

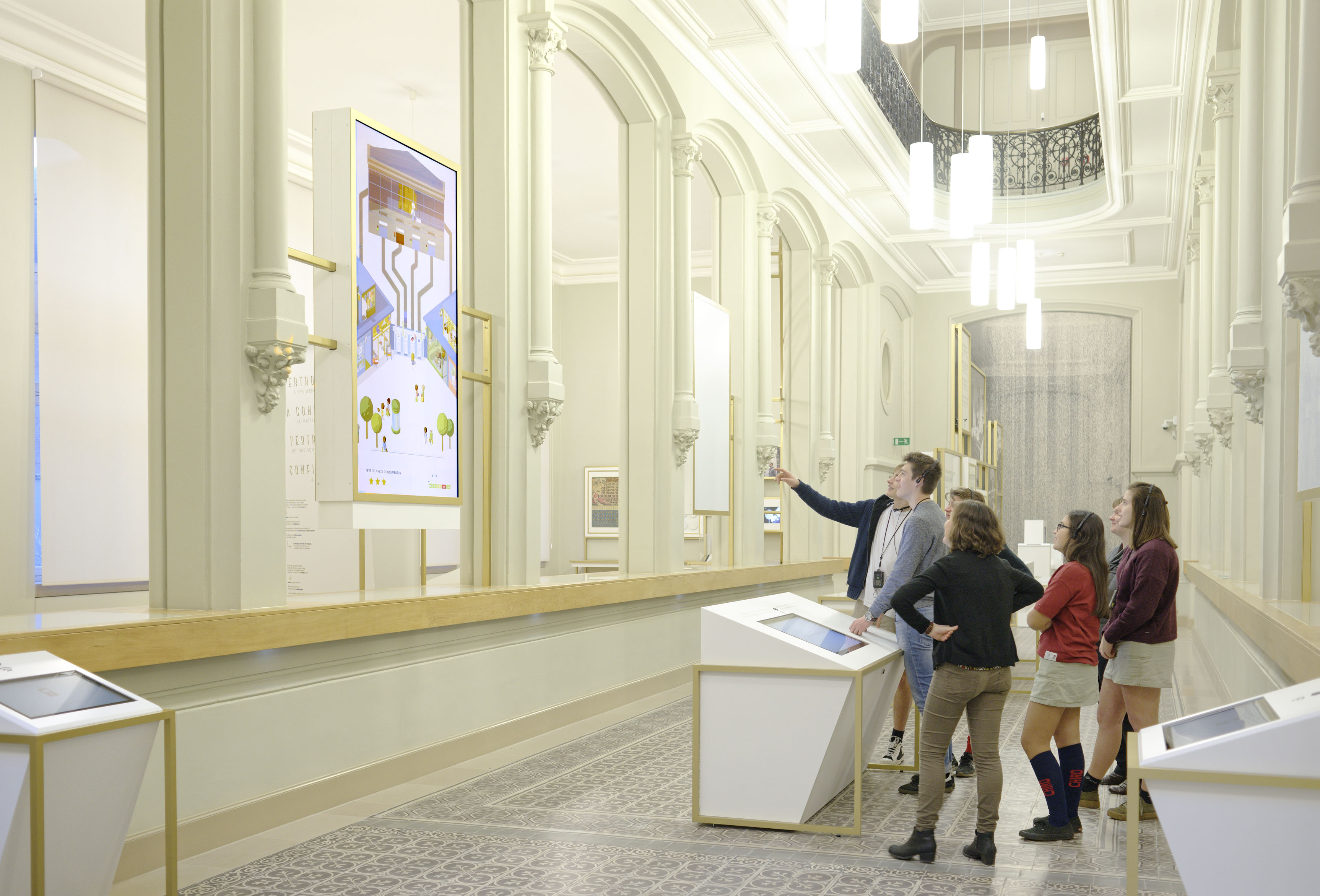
Museum van de Nationale Bank van België

De Nationale Bank van België is gehuisvest in een statig aandoend gebouwencomplex aan de Brusselse de Berlaimontlaan.

## Beschrijving
Het imposante bouwwerk in modernistische stijl, naar ontwerp van architect Marcel Van Goethem werd op 27 maart 1954 in gebruik genomen. De ontwerper wendde alle architectonische middelen aan om het gebouw een indruk van stabiliteit, degelijkheid en vertrouwen te laten uitstralen. Dit onder meer door:
- een 227 meter lange gelijkmatige zuilengalerij aan de De Berlaimontlaan
- de zichtbare en tastbare veiligheidsmaatregelen zoals de indrukwekkende afsluiting, één enkele toegang voor het publiek en de blinde muren van de rotondes.
- de zeer ruime inkomhal van 200 m lengte en 8 m hoogte die op de tunnel van de Noord-Zuidverbinding rust, genoemd naar de ontwerper Hall Van Goethem.

Het interieur bevat enkele sober gehouden decoratieve toevoegingen naar ontwerp van Marcel Rau. Boven de publieksingang prijken drie aluminiumen figuren: Mercurius (god van de handel), Minerva (godin van de wijsheid en de arbeid) en Vulcanus (god van het vuur). Verder bevindt er zich nog werk van deze ontwerper in de vloer van de inkomhal en in de gevel van de rotondes die gildepenningen voorstellen, voorstellende 56 verschillende beroepen.

## Bibliotheekgebouw
In 1979 kocht de Nationale Bank een gebouw enkele huizenblokken verder, aan de Warmoesberg 57. Het betreft een bouwwerk in 1872 ontworpen door Désiré De Keyser, in opdracht van de Bank Union du Credit. Tientallen jaren was dit gebouw het hoofdkantoor van deze bank. Het is gebouwd naar de typische bankarchitectuur van het einde van de 19de eeuw. Kenmerkend hiervoor zijn de enorme ruimtes en de majestueuze centrale inkom.
De aankoop door de Nationale Bank kaderde in geplande uitbreidingen. In 1984 werden delen van dit gebouw geklasseerd bij Monumenten en Landschappen, en aansluitend gerestaureerd. In 2010 opende hier de Bibliotheek van de Nationale Bank van België. Met ongeveer 100.000 boeken en 1.300 tijdschriften bezit deze bibliotheek een van de belangrijkste gespecialiseerde collecties van het land. Het gebouw was vrij toegankelijk voor het publiek. Toenemende digitale ontsluiting van wetenschappelijke gegevens en kostenbesparing noopten de NBB op 31 maart 2016 tot sluiting van de site. De bibliotheek verhuisde terug naar het hoofdgebouw, en werd enkel via ruilverkeer nog toegankelijk. Het gebouw werd heringericht en heropend als het Museum van de Nationale Bank van België, met publiek toegankelijke tentoonstellingsruimte.